# Naylor (Missouri)
Naylor è un comune degli Stati Uniti d'America, situato nello Stato del Missouri, nella contea di Ripley.